# Masaka
Masaka a kilencedik legnagyobb város Nyugat-Ugandában, a Viktória-tó partján, és az Egyenlítő mentén. Ez a róla elnevezett kerület központja. Ruanda és Tanzánia felé, Kampala után az első nagyváros.

## Története
Nevének eredetét kétféleképpen magyarázzák:
- Régen sok bokros-bozótos rész volt a területen, amit a helyiek masaka néven emlegettek.
- Amikor Ankolében éhínség tört ki, sok ember új hazát ment keresni, de mikor erre a környékre értek rengeteg élelmet találtak;különösen kölesből sokat, amit ők Omugishának hívtak. De akkor ezen a helyen már itt voltak a bagandaiak, akik persze nem értették az ankoleiek nyelvét, és nem ismerték a kölest sem, ezért ők masakának hívták a növényt.

Masakát és kerületét hivatalosan az 1900-as években alapították. A szomszédos kerületekkel együtt a történelmi Buganda területén feküdt, de a Kabaka átnevezte a várost és a hozzá tartozó területet Baddunak. A mai nevét 1997-ben kapta vissza.
Nagyon sok ideig Uganda második legnépesebb városaként tartották számon, egészen 1979-ig, amikor Idi Amin megtámadta Tanzániát. A szomszédos állam a lázadó ugandaiak segítségével leváltották Amint, de a város és környezete lepusztult, mivel tanzánia hadereje itt tartózkodott.
A város élete nagyban függött az ország helyzetétől.

1971 és 1986 között a gazdaság pangott, de nem csak az országban hanem ennek következtében a városban is. Ennek tetejében a városvezetések rosszak voltak, arra a kevésre se tudtak vigyázni, ami megmaradt. A 2000-es évek nagy gazdasági fellendülést hoztak az országnak. A városban pedig új házakat és utakat építettek.

## Épületek
- Az Élet folyója nevű templomot angol szerzetesek alapították és vezetik. Istentiszteleti helyként és kis kórházként egyaránt funkcionál.[4]
- Ambiance nevű szórakozóhely, club.
- Angelina Bookshop - Feltörekvő könyváruház
- Bukunda-Kyannamukaaka - Piac, amit a masakai születési Edward Ssekandi, az ország alelnöke adott át.